# Argiolestes tuberculiferus
Argiolestes tuberculiferus – gatunek ważki z rodziny Megapodagrionidae.